# Захария (Копыстенский)
Архимандрит Захария Копыстенский (пол. Zachariasz Kopysteński, псевдоним Азария; (вторая половина XVI — 21 марта 1627) — западнорусский православный писатель, культурный и церковный деятель, архимандрит Киево-Печерской лавры с 1624 года.

## Биография
Захария Копыстенский происходил из православной шляхетской семьи герба Лелива, проживавшей в Червонной Руси в «Польской Короне». Известно, что Захария родился в Перемышле, получил образование в Львовской братской школе, свободно владел греческим и латинским языками. В 1616 году Копыстенский переехал в Киев, где вступил в Киевское братство и развил издательскую и полемично-литературную деятельность. В том же году написал предисловие к «Часослову» — первой изданной Киево-Печерской типографией книге (20 декабря 1616 года). 20 ноября 1624 года Захария Копыстенский стал архимандритом Киево-Печерской лавры.
Копыстенский — автор богословских трактатов : «Книга о вере единственной» (1619—1621), «Книга о правдивом единстве православных христиан» (1623), предисловия к «Беседе Иоанна Златоуста» (1623) и «Номоканону», проповедей («На погребение Елисея Плетенецкого») и др.
Копыстенский участвовал в полемике со сторонниками унии и католиками. Его величайшим полемическим произведением считается «Палинодия, или книга обороны» (1621—1622), которая была направлена против католицизма и Брестской унии и выражала идею объединения Восточной Европы под эгидой православного монарха. В «Палинодии» Захария демонстрирует открытую симпатию московским князьям и рассматривает Москву как оплот православной Руси.
Захария Копыстенский умер 21 марта 1627 года.